# Dhamdha
Dhamdha é uma cidade e uma nagar panchayat no distrito de Durg, no estado indiano de Chhattisgarh.

## Demografia
Segundo o censo de 2001, Dhamdha tinha uma população de 8574 habitantes. Os indivíduos do sexo masculino constituem 50% da população e os do sexo feminino 50%. Dhamdha tem uma taxa de literacia de 62%, superior à média nacional de 59,5%: a literacia no sexo masculino é de 72% e no sexo feminino é de 51%. Em Dhamdha, 15% da população está abaixo dos 6 anos de idade.